# Komödie des Herzens
Komödie des Herzens è un film muto del 1924 diretto da Rochus Gliese. La sceneggiatura, che si basa su una novella di Sophie Hochstätter, è firmata da Murglie. In verità, sotto lo pseudonimo si celano lo stesso regista, Rochus Gliese, e Friedrich Wilhelm Murnau.

## Trama
La lunga relazione tra il barone Vinzens e Gerda Werska, una famosa ballerina, sta entrando in crisi. Lei si rende conto che il barone non la sposerà mai e lo spinge a rompere. Vinzens si reca al castello di Ingersholm per proporre il matrimonio a Inge, la figlia di un conte. Qui, però, conosce Daisy, la sorella più giovane e se ne innamora, pur continuando a rispettare l'impegno preso con Inge. Al castello giunge anche Gerda, in tournée con la sua compagnia e la sua comparsa spinge il barone a confidarsi con lei. Gerda convince Vinzens della convenienza del suo matrimonio con Inge che il barone finalmente accetta. La ballerina ora potrà concentrarsi unicamente sul suo lavoro e sulla danza, scopo della sua vita.

## Produzione
Il film fu prodotto dall'UFA e venne girato in Sassonia, in Bassa Sassonia e sul Mar Baltico.

## Distribuzione
Distribuito dalla Decla-Bioscop-Verleih GmbH, Berlin, uscì nelle sale cinematografiche tedesche dopo una prima a Dresda il 19 settembre 1924. A Berlino, venne presentato il 30 settembre dello stesso anno al Tauentzien-Palast. Fu distribuito in Finlandia, dove uscì il 26 gennaio 1925.